# Canthidium haagi
Canthidium haagi är en skalbaggsart som beskrevs av Edgar von Harold 1867. Canthidium haagi ingår i släktet Canthidium och familjen bladhorningar. Inga underarter finns listade.